# 라무세픽하류어족
라무·세픽하류어족(영어: Ramu–Lower Sepik languages)은 파푸아뉴기니 북부의 약 35개 언어가 속한다고 하는 가설적인 어족이다. 세픽하류·라무어족이라고도 한다. 라무강과 세픽강 유역에 분포한다. 여기에 속한 언어들은 자음과 모음 음소 수가 적고 성조가 없는 단순한 음운론을 지닌 경우가 많다.

## 개요
크게 두 갈래로 나뉜다.
- 라무어파
- 세픽하류어파(노르·폰도어파)

Foley (2018)는 그래스어파가 세 번째 갈래일 가능성이 있다고 주장한다. Usher는 그래스 언어 중 일부(케람 제어)를 라무어파의 자매로 두고 다른 일부(포라포라어군)는 라무어파의 일부로 분류한다.
세 어파의 관련성을 뒷받침하는 근거는 형태론적 증거이고, 세 어파가 공유하는 동계어는 매우 적다.
라무세픽하류어족은 윌리엄 A. 폴리가 처음 제안했고 이후에 맬컴 로스도 이 제안을 수용했다. 라무어파와 세픽하류어파는 일찍이 도널드 레이콕이 1973년에 제안하였으나 오늘날 인정되지 않는 세픽라무어족 가설에 포함된 바 있다. 라무어파와 세픽하류어파가 같은 계통이라 하더라도, 가까운 관계는 아니다. 티모시 어셔는 둘 사이의 관계를 인정하지 않는다.
세픽하류 부족들의 구전 역사에 따르면 이마스어의 사용 지역은 그들의 고향과 가깝다. 또 이마스어는 언어학적으로 매우 보수적인 특성을 지녔다. 맬컴 로스는 이 두 가지 사실을 바탕으로 라무세픽하류조어 화자들이 뉴기니 고지대의 북부 구릉 지역에 살았으며, 6천 년 전부터 세픽 내해의 해안선이 후퇴함에 따라 세픽 분지로 이주해 왔을지도 모른다고 제안하였다.

## 분류
Søren Wichmann (2013)은 라무세픽하류어족을 인정하지 않고 4 ~ 5개의 분류군으로 나눈다.
Foley (2018)는 형태론적 증거를 바탕으로 라무어파와 세픽하류어파가 같은 계통이라고 주장하였다. 비록 두 어파는 언어유형론적으로 상이하지만 말이다. 글로톨로그도 라무세픽하류어족을 인정한다.
그래스 제어는 어휘 면에서 매우 이질적으로, 다른 라무어파 언어와 공유하는 어휘가 매우 적다. Foley (2018:205)는 그래스어파가 라무어파 및 세픽하류어파와 나란히 라무세픽하류어족의 세 번째 갈래가 될 가능성을 열어두고 있다.

## 유형론
라무어파는 세픽하류어파보다 형태론적으로 매우 단순하다. 둘의 차이는 역사적으로 다른 언어와의 접촉 양상이 달랐던 데서 기인하는 것으로 보인다. 라무어파, 은두어파, 유아트어족 언어들의 형태론은 비교적 단순하지만, 세픽하류어파 언어들의 형태론은 파푸아 제어 중에서도 가장 복잡한 편이다.
Foley의 가설에 따르면 이처럼 다양한 계통의 언어들이 형태론적 단순화를 겪은 것은 광범위한 언어 접촉에 따른 크리올화의 결과이다. 그는 가장 단순한 형태론을 지닌 언어들은 지리적으로 가장 넓은 분포를 지닌 언어이기도 함을 지적한다(아바우어, 이왐어, 쾅가어, 암불라스어, 보이켄어, 야트믈어, 아프마어, 미카레우어, 아조라어, 라오어; 모두 세픽어족과 라무어파에 속한다).

## 대명사
라무어파와 세픽하류어파를 각각 하나로 묶는 특징은 대명사 체계의 유사성이다. 그러나 둘의 대명사 체계는 유사하지 않다. Foley는 두 어파 사이의 어휘적 유사성을 찾아내기도 했지만, 둘을 하나로 묶는 주된 증거는 세픽하류어파와 몇몇 라무어파 언어(와탐어, 보스만어)가 공유하는 불규칙 복수표지이다. 대명사는 3인칭 단수 *man (라무조어) ~ *mɨn (세픽하류조어) 및 비단수 접사 *-ŋk- (라무어파의 쌍수, 세픽하류어파의 소복수)를 제외하면 공통점이 없다.
라무어파에는 1인칭 단수 *ŋgo와 2인칭 단수 *nu가 있는 반면 세픽하류어파에는 1인칭 단수 *ama와 2인칭 단수 *mi가 있다.
|     | 라무어파 | 세픽하류어파 |
| --- | -------- | ------------ |
| 1sg | *ŋgo     | *ama         |
| 2sg | *nu      | *mi          |

## 어휘 비교
Foley (2005)는 세픽하류조어와 오틸리엔조어(와탐·아와르·가마이조어, 라무하류어군의 한 갈래) 어휘를 다음과 같이 재구한다. 불확실한 재구는 뒤에 물음표로 나타냈다.
| 뜻       | 세픽하류조어 | 오틸리엔조어 |
| -------- | ------------ | ------------ |
| 하나     | *mb(w)ia-    | *kaku        |
| 둘       | *ri-pa-      | *mbuniŋ      |
| 사람     | *nor         | *namot       |
| 불       | *awr         | *s(u)ək      |
| 달       | *m(w)il ?    | *kər(v)i     |
| 카누     | *kay         | *kor         |
| 가슴     | *nɨŋgay      | *mɨr         |
| 이[齒]   | *sisiŋk ?    | *nda(r)      |
| 뼈       | *sariŋamp    | *ɣar         |
| 혀       | *minɨŋ       | *mi(m)       |
| 눈       | *tambri      | *rəmeak      |
| 다리[脚] | *namuŋk      | *or ?        |
| 귀       | *kwand-      | *kwar        |
| 잎       | *nɨmpramp    | *(ra)par     |
| 노[櫓]   | *(mɨ)naŋ     | *anup        |
| 베텔넛   | *poruŋ       | *mbok        |
| 석회     | *awi(r)      | *awi(r)      |
| 돼지     | *numpran     | *rəkəm       |
| 뱀       | *wakɨn       | *ndop        |
| 모기     | *naŋgun      | *ŋgit        |
| 똥       | *mɨndi       | *yu/o        |
| 듣다     | *and-        | *varak       |
| 먹다     | *am(b)       | *amb         |
| 가다     | *wa          | *saŋg        |
| 오다     | *ya          | *kɨp         |
| 앉다     | *sa          | *mbirak      |
비슷한 모습의 단어는 적다. 동근일 가능성이 가장 높은 단어는 ‘혀’, ‘귀’, ‘석회’, ‘먹다’ 등이다.
| 뜻   | 세픽하류조어 | 라무하류조어 |
| ---- | ------------ | ------------ |
| 혀   | *minɨŋ       | *mi(m)       |
| 귀   | *kwand-      | *kwar        |
| 석회 | *awi(r)      | *awi(r)      |
| 먹다 | *am(b)       | *am(b)       |

## 같이 보기
- 파푸아 제어

## 참고 문헌
- Foley, William A. (2005). 〈Linguistic prehistory in the Sepik–Ramu basin〉.   Andrew Pawley; Robert Attenborough; Robin Hide; Jack Golson. 《Papuan pasts: cultural, linguistic and biological histories of Papuan-speaking peoples》. Canberra: Pacific Linguistics. ISBN 0-85883-562-2. OCLC 67292782.
- Ross, Malcolm (2005). 〈Pronouns as a preliminary diagnostic for grouping Papuan languages〉.   Andrew Pawley; Robert Attenborough; Robin Hide; Jack Golson. 《Papuan pasts: cultural, linguistic and biological histories of Papuan-speaking peoples》. Canberra: Pacific Linguistics. 15–66쪽. ISBN 0858835622. OCLC 67292782.